# Журавлиха
Журавлиха — село в Україні, у Білоцерківському районі Київської області, у складі Ставищенської селищної громади. Розташоване на обох берегах річки Цицилія (притока Гнилого Тікичу) за 13 км на схід від смт Ставище. Населення становить 1293 особи.

## Місцеві роди
Савицькі.